# Mindwarp
Mindwarp (Effaçage de mémoire) ou "The Trial of a Time Lord: Mindwarp" est le second segment de la vingt-troisième saison de la série télévisée britannique de science-fiction Doctor Who. S'insérant dans l'arc narratif nommé The Trial of a Time Lord ("Le jugement d'un Seigneur du Temps"), il fut originellement diffusé sur la chaîne BBC One en quatre parties du 4 au 25 octobre 1986. Il marque la dernière apparition du personnage de Peri Brown joué par Nicola Bryant.

## Accroche
Le Docteur continue d'être jugé par les Seigneurs du Temps. Le Valeyard monte contre lui un nouveau chef d'accusation en présentant ses actions récentes sur la planète Thoros Beta.

## Distribution
- Colin Baker — Le Docteur
- Nicola Bryant —  Peri Brown
- Lynda Bellingham — L'Inquisitrice
- Michael Jayston — Le Valeyard
- Brian Blessed — Le Roi Yrcanos
- Nabil Shaban — Sil
- Christopher Ryan — Kiv
- Patrick Ryecart — Crozier
- Thomas Branch — Le Lukoser/Dorff
- Gordon Warnecke — Tuza
- Alibe Parsons — Matrone Kani
- Trevor Laird — Frax
- Richard Henry — Mentor

## Résumé
Sur la station spatiale des seigneurs du temps, le procès du Docteur, commencé dans l'épisode précédent, continue. Le Valeyard explique que le Docteur vient de commettre des fautes graves dans le voyage qu'il vient d'effectuer sur Thoros Beta. Grâce à la matrice de Gallifrey, les Seigneurs du temps peuvent voir le Docteur et Peri se poser sur la planète en question. Le Docteur cherche à voir la technologie supérieurement avancée possédée par les chefs de guerre de Thordon.
Alors qu'ils explorent une caverne, le Docteur et Peri se retrouvent face à Sil, un marchand d'armes travaillant pour les Mentors. Ils espionnent aussi Crozier, un scientifique employé par Sil qui souhaite transposer le cerveau de son supérieur, Kiv, dans un autre corps. Après avoir été découvert, Sil ordonne à Crozier de tester sa machine sur le Docteur. Peu de temps après son fonctionnement, un chef de guerre, le roi Yrcanos, utilisé comme cobaye, se rebelle et s'enfuit avec Peri et le Docteur, encore sonné.
Le Docteur, Peri, Yrcanos et ses hommes décident d'attaquer Sil, mais le Docteur les trahit au dernier moment et avertit les Mentors, causant la fuite de Peri et d'Yrcanos. Peri approche une des servantes des Mentors et, avec son aide, se déguise en servante afin d'approcher le Docteur. Celui-ci la repère, et au cours d'un interrogatoire, lui révèle qu'il feint la trahison car, s'il ne coopère pas avec Sil, celui-ci risque de transplanter Kiv sur son propre corps.
Lors d'un transfert, Yrcanos apparaît, prêt à tuer le Docteur, mais Peri réussi à l'arrêter à temps et s'enfuit avec lui et Dorff, un homme que les expériences de Crozier ont changé en lycanthrope. Crozier finit par transplanter l'esprit de Kiv dans le corps d'un serviteur des Mentors, avec l'aide du Docteur, mais le corps a du mal a subir la transplantation. Yrcanos et Peri contactent un groupe de rebelles constitué d'Alphans (des esclaves exploités par le pouvoir) et réussissent à les convaincre d'attaquer les Mentors. Hélas, l'attaque est un échec, ce qui conduit à leur emprisonnement. Sil et Crozier décident d'utiliser le corps de Peri comme hôte malgré les objections du Docteur. Alors que l'opération débute, le Docteur libère Yrcanos et d'autres rebelles afin de lancer une mission destinée à sauver Peri. Dans le couloir vers le laboratoire, Dorf est tué. Le Docteur, Yrcanos et un esclave Alphan continuent leur chemin.
Soudainement, alors que la charge est ordonnée, le TARDIS apparaît et le Docteur, en état second, est emmené au tribunal tandis qu'Yrcanos est programmé par les seigneurs du temps pour tuer Crozier, dont les expérimentations sont considérées comme dangereuses. Le Docteur se rend compte qu'il s'agit de la raison pour laquelle il avait oublié les événements immédiats. Il explique que cette action risque de coûter la vie de Peri. Il est alors montré les événements après le départ du Docteur : Le cerveau de Kiv est transplanté avec succès dans celui de Peri et, lorsqu'Yrcanos arrive dans la pièce, celui-ci, horrifié par le changement, la tue. Le Valeyard insiste sur le fait que l'interférence du tribunal a empêché le Docteur de faire les pires actions. Persuadé qu'on lui cache des choses, le Docteur demande que le procès continue.

### Continuité
- L'épisode continue le fil rouge de la saison autour du jugement du Docteur et suit directement les événements de l'épisode précédent, le déplacement de la Terre vers une autre galaxie est mentionné.
- On revoit le personnage de Sil déjà apparu dans « Vengeance on Varos » et le Docteur rappelle à Peri le passage de cet épisode où elle a failli être changée en oiseau.
- Beaucoup des reproches faits par le Valeyard dans cet épisode renvoient à des reproches faits à la série, ainsi qu'à la saison précédente : le Docteur tuant ses adversaires de sang froid, le Docteur mettant en danger ses compagnons, etc.
- Il existe deux spin-offs en roman et en pièce audiophonique dans laquelle le Docteur croise Peri après cet événement.

## Production

### Scénario
L'idée de faire revenir le personnage de Sil était une idée du producteur de la série, John Nathan-Turner qui l'avait apprécié dans « Vengeance on Varos. »  Il demanda au scénariste Philip Martin de le faire revenir et celui-ci commença un scénario intitulé Mission To Magnus ("Mission sur Magnus") voyant le retour de Sil accompagné des Guerriers des glaces. On devait aussi y voir un autre seigneur du temps que le Docteur a connu enfant. Toutefois, à la suite du hiatus demandé par la direction de la BBC après la saison 22, les épisodes furent abandonnés afin de construire une saison entièrement basée autour du procès du Docteur.
Le 9 juillet 1985, une réunion avec l'équipe des scénaristes décida de la structure de la saison, s'inspirant des trois fantômes (passé, présent et futur) de la nouvelle de Charles Dickens Un chant de Noël. Le premier épisode sur le passé devait être écrit par Robert Holmes, le second épisode par Philip Martin, pour la section présente, tandis que les épisodes sur le futur devaient être écrits par David Halliwell puis Jack Trevor. Il fut demandé à cet épisode de garder le personnage de Sil ainsi que d'offrir un départ à Peri afin de pouvoir introduire le personnage de Mel Bush, l'actrice Nicola Bryant souhaitant ne pas rester trop longtemps dans la série.
Malgré un planning chargé pour Philip Martin, qui était devenu producteur pour BBC Radio, les travaux sur le scénario débutèrent le 13 septembre 1985 sous le titre de The Planet Of Sil ("La Planète de Sil") avant d'être renommé "Mindwarp".

### Casting
- C'est le dernier épisode tourné par Nicola Bryant. Elle se montra déçue par la suite d'apprendre dans les épisodes suivants que sa "mort" supposée n'était en fait qu'une illusion provoquée par le Valeyard. Elle reprendra brièvement son rôle de Peri dans l'épisode spécial « Dimensions in Time » puis en 2022 dans le minisode « The Eternal Mystery » diffusé à l'occasion de la promotion de la ressortie en Blu-ray de la saison 23.
- Quelques années plus tôt l'acteur Brian Blessed avait été annoncé par la presse comme reprenant le rôle du Docteur après Peter Davison.
- Nabil Shaban reprend le rôle de Sil qu'il avait incarné dans « Vengeance on Varos. »
- Deep Roy avait déjà joué le rôle de Mr. Sin dans l'épisode « The Talons of Weng-Chiang. »
- Trevor Laird jouera plus tard dans la série le rôle de Clive Jones, le père de la compagne du Docteur Martha Jones.
- Christopher Ryan reviendra dans la série jouer plusieurs rôles de Sontarien, celui du général Staal en 2008, dans le double épisode  « A.T.M.O.S. » et celui du commandant Stark dans l'épisode « La Pandorica s'ouvre. »

### Tournage
Le réalisateur choisi pour tourner l'épisode fut Ron Jones, un habitué de l'équipe de production dont l'épisode précédent était « Vengeance on Varos. » C'est le dernier épisode de Doctor Who qu'il a tourné avant de partir faire de la réalisation en Allemagne.
Le tournage de l'épisode fut très orageux. En effet, le script-éditor (responsable des scénarios) Eric Saward ne s'entendait plus avec Nathan-Turner et n'avait accepté de ne rester dans l'équipe qu'à condition que Robert Holmes reste. La mort de celui-ci le 24 mai augmenta d'autant plus les désaccords dans l'équipe. Ainsi, Colin Baker avoua que personne n'avait pu lui répondre lorsqu'il se demanda si son comportement dans l'épisode résultait des effets de la machine de Crozier, d'une ruse ou d'une manipulation de la matrice par le Valeyard.
La première session de tournage en studio eut lieu du 27 au 29 mai 1986 au studio 1 du centre télévisuel de la BBC et se concentra sur les scènes dans le laboratoire de Crozier, dans la chambre de Kiv, dans les couloirs ainsi que la mort de Peri. L'actrice Nicola Bryant portait un accessoire afin de faire croire qu'elle s'était fait raser le crâne et un délégué Possican porte en réalité un masque de Terileptil de l'épisode « The Visitation » repeint. Toutefois, une colère entre les techniciens et la production éclata à propos des lumières des couloirs, ce qui retarda le travail sur l'épisode, notamment sur les scènes dans la chambre de Kiv.
La seconde session de tournage se déroula du 11 au 13 juin au studio 6 et ne rencontra pas de problèmes particuliers. Les scènes de couloirs et de tunnels, dans la chambre de Kani, la cave, la salle de contrôle, les cavernes, ainsi que le procès du Docteur furent tournées durant cette session.
Contrairement à l'habitude, la production de l'épisode se termina par le tournage de scènes en extérieur, à Telscombe Cliffs, près de Peacehaven, dans le Sussex de l'Est, pour les scènes se situant sur la plage et au rocher du désespoir.

### Post-production
Afin de pallier certains défauts de tournage, les scènes sur la plage furent changées par une technique d'altération des couleurs, proposée par le nouveau spécialiste des effets spéciaux de la série, afin de donner une touche extra-terrestre avec une mer rose.
À l'origine c'était le BBC Radiophonic Workshop qui devait s'occuper de la musique de cet épisode, mais le compositeur Jonathan Gibbs quitta l'atelier au début de l'année 1986 sans être remplacé. C'est le compositeur de musique de film, Richard Hartley qui fut engagé afin de composer la partition de l'épisode. Il s'agit de sa seule composition pour la série et celle-ci ne sera pas gardée par les archives de la BBC.

## Diffusion et Réception
| Épisode                                                                                           | Date de diffusion | Durée | Téléspectateurs en millions | Archives            |
| ------------------------------------------------------------------------------------------------- | ----------------- | ----- | --------------------------- | ------------------- |
| Épisode 1                                                                                         | 4 octobre 1986    | 24:42 | 4,8                         | Bandes couleurs PAL |
| Épisode 2                                                                                         | 11 octobre 1986   | 24:45 | 4,6                         | Bandes couleurs PAL |
| Épisode 3                                                                                         | 18 octobre 1986   | 24:33 | 5,1                         | Bandes couleurs PAL |
| Épisode 4                                                                                         | 25 octobre 1986   | 24:44 | 5,0                         | Bandes couleurs PAL |
| Diffusé en quatre parties du 4 au 25 octobre 1986, l'épisode fit un score d'audience assez moyen. |                   |       |                             |                     |

Même si elle disparaît de la série télévisée, Peri restera aux côtés du 6e Docteur et de Frobisher (un personnage inventé pour les comics) jusqu'en juillet 1987 dans les aventures diffusées en bandes dessinées dans le Doctor Who Magazine.

### Critiques
Dans le livre Doctor Who : The Discontinuity Guide (1995), Paul Cornell, Martin Day, et Keith Topping donnent un avis mitigé sur cet épisode qui à leurs yeux, part dans tous les sens. Si l'action est jugée lente, l'addition de Brian Blessed et sa performance exagérée permet de faire passer la pilule. Ils se disent contents que la fin de Peri ait été changée par les épisodes suivants, estimant qu'il s'agit d'une "raison idiote de disparaître."  Les auteurs de Doctor Who : The Television Companion (1998) pensent quant à eux que cette seconde partie de la saison est meilleure que la première, même si elle a ses défauts. Sont pointés du doigt le manque de crédibilité de la société des Thorans, le manque de profondeur de l'histoire, la sous-performance de Patrick Ryecart en Crozier. D'un autre côté, le retour de Sil est apprécié. Ils trouvent que Nicola Bryant est enfin brillante à la fin de l'épisode et trouvent que c'est une honte que les scénaristes soient indécis sur son destin.

## Novélisation
L'épisode fut romancé par Philip Martin lui-même sous le titre de "Mindwarp" et publié en juin 1989 avec une couverture d'Alister Pearson. Il porte le numéro 139 de la collection Doctor Who des éditions Target Books. Ce roman fut le dernier épisode de l'arc "The Trial of a Time Lord" à être adapté et Martin donne à la fin de l'épisode une toute nouvelle fin pour Peri et Yrcanos que celle suggérée à la fin de la saison. Il n'a jamais connu de traduction à ce jour.

## Éditions commerciales
L'épisode n'a jamais été édité en France, mais a connu plusieurs éditions au Royaume-Uni et dans les pays anglophones.
- L'épisode est sorti en VHS en octobre 1993 dans un coffret spécial trois cassettes contenant l'intégralité de la saison et intitulé "The Trial of a Time Lord set."
- L'épisode fut édité le 29 septembre 2008 en DVD dans un coffret similaire contenant l'intégralité de la saison 23. L'édition contient les commentaires audios de Colin Baker, Nicola Bryant et Philip Martin, un documentaire sur la création de l'épisode, des scènes coupées, un retour sur le destin de Peri et d'autres bonus. Elle fut rééditée le 25 décembre 2013 dans le cadre des Doctor Who DVD Files.